# バーニョス・デ・モルガス

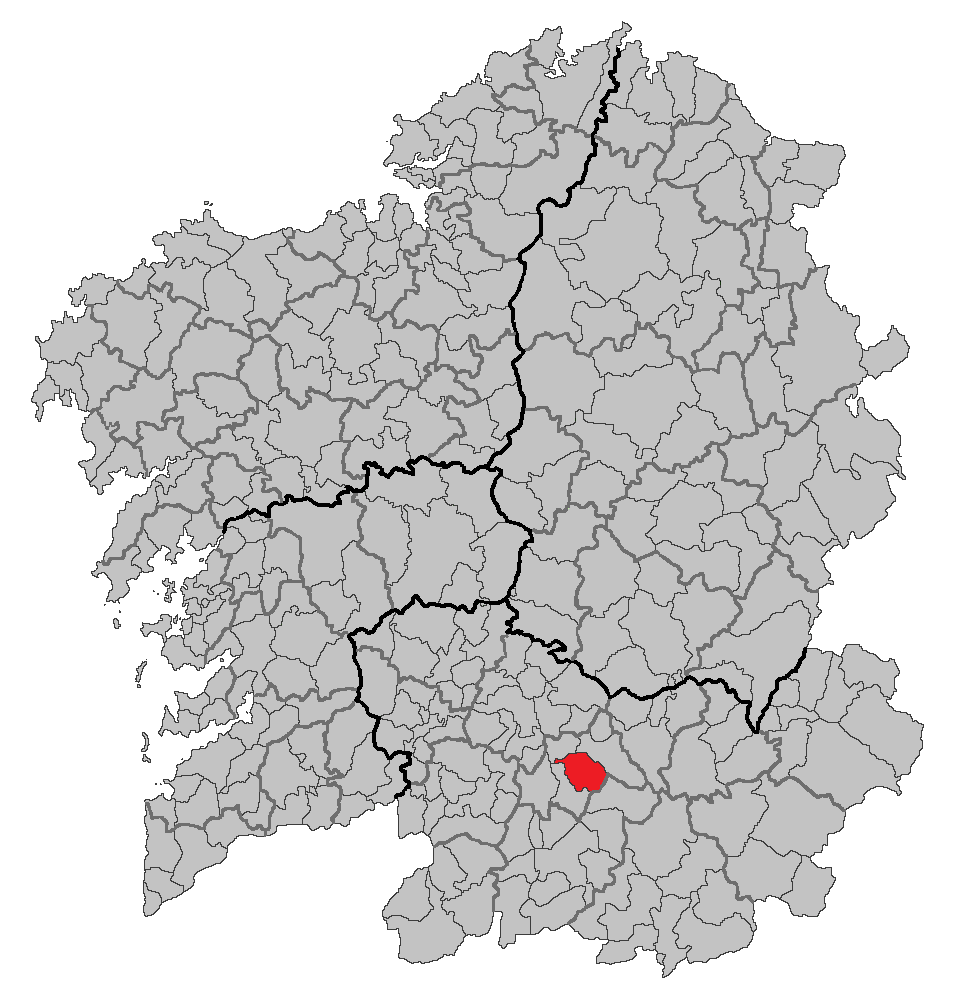

バーニョス・デ・モルガス（Baños de Molgas）は、スペイン、ガリシア州、オウレンセ県の自治体。コマルカ・デ・アジャリス＝マセーダに属する。スペイン国立統計局によると、2010年の人口は1,807人（2009年：1,846人、2006年：1,970人、2005年：2,014人、2004年：2,038人、2003年：2,088人）。
ガリシア語話者の自治体住民に占める割合は98.91％（2001年）。

## 地理
バーニョス・デ・モルガスはオウレンセ県の中部に位置し、コマルカ・デ・アジャリス＝マセーダに属する。北はパデルネ・デ・アジャリスとマセーダと、東はビラール・デ・バリオと、南から西にかけてはシュンケイラ・デ・アンビーアの各自治体と隣接、自治体の中心地区はバーニョス・デ・モルガス教区のバーニョス・デ・モルガス地区。

### 人口
| バーニョス・デ・モルガスの人口推移 1900－2010           |
|                                                         |
| 出典:INE（スペイン国立統計局）1900年 - 1991年、1996年 - |

## 政治
自治体首長はガリシア国民党（PPdeG）のエラディオ・マンガーナ・ノボーア（Eladio Mangana Novoa）、自治体評議員はガリシア国民党：6、ガリシア民族主義ブロック（BNG）：2、ガリシア社会党（PSdeG-PSOE）：1となっている（2007年の自治体選挙の結果、得票順）。

## 教区
バーニョス・デ・モルガスは13の教区に分けられている。太字は自治体中心地区のある教区。
- アルモイテ（サンタ・マリーア）
- アンビーア（サント・エステーボ）
- バーニョス・デ・モルガス（サン・サルバドール）
- ベタン（サン・マルティーニョ）
- カントーニャ（サン・マメーデ）
- コウシエイロ（サン・ビセンテ）
- グアミル（サンタ・マリーア）
- ラマ・マー（サン・シブラーオ）
- ポエード（サンタ・マリーア）
- ポンテ・アンビーア（サンタ・マリーア）
- プレスケイラ（サン・マルティーニョ）
- リベイラ（サン・ペドロ）
- ビーデ（サン・ショアン）